# Universidad para extranjeros de Perugia
La Universidad para Extranjeros de Perugia es la primera universidad italiana orientada a extranjeros y especializada en la enseñanza y difusión de la lengua y de la cultura italiana en todos sus campos.

## Historia

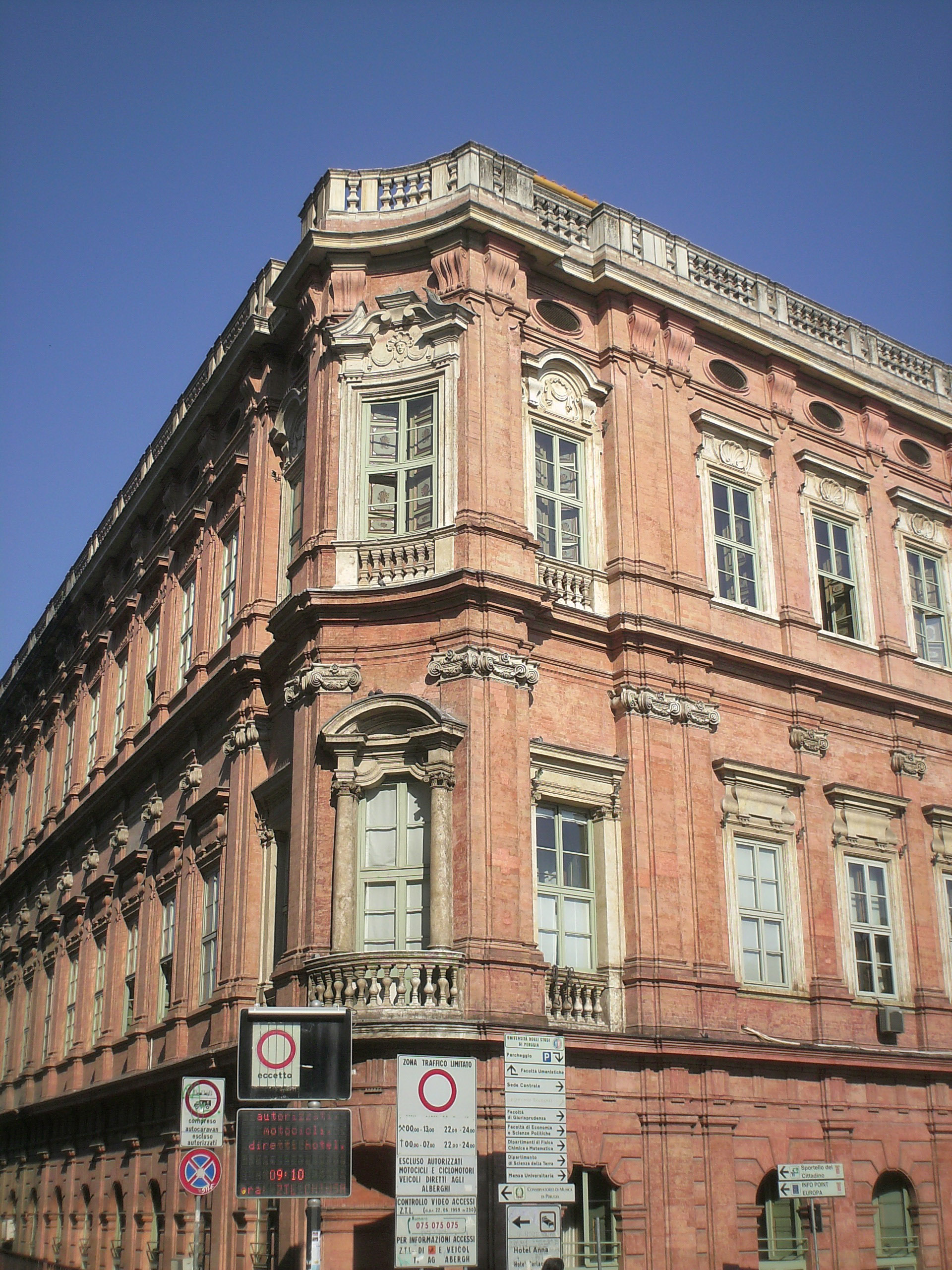
Palacio Gallenga.

La historia de la Universidad para Extranjeros de Perugia empezó en 1921 cuando el abogado perugino Astorre Lupattelli instauró unos cursos de Cultura para estudiantes extranjeros, con el fin de difundir el conocimiento de Italia más allá de sus fronteras. Pretendía dar a conocer la historia, las instituciones y el arte de Italia.
Esos cursos, todavía hoy, se siguen impartiendo y constituyen unas de las ofertas educativas de esta institución.
En 1925, el Decreto del 29 de octubre n.1965 establece oficialmente el nacimiento de la “Regia Università Italiana” para extranjeros.
El movimiento nacionalista vigente en ese periodo (dado que su fundación fue durante los años 20) favoreció su fundación como intento propagandístico de “imponer la superioridad de la cultura italiana en el mundo”. El lema de esta Institución es Antiquam exquirite matrem (hace referencia a un capítulo de la Eneida, en el que se da el apoyo a Enea, que había pedido a los dioses que le indicaran el camino correcto).
Hasta el 1926 los cursos y las conferencias se celebraron en las aulas de la Università degli Studi y en la Sala dei Notari (en el interior del Palacio dei Priori). Sin embargo, desde el 1927, la Universidad para Extranjeros fundó su propia sede en el prestigioso Palacio Gallenga-Stuart,(donado al ayuntamiento de Perugia por el Conde Romeo Gallenga Stuart) y se le adjudicó su uso perpetuo y con el fin de desarrollar una labor educativa. 
En el período postguerra, las actividades institucionales de la Universidad para Extranjeros de Perugia se caracterizan, también, por el desarrollo de otros temas como es el de política cultural, con el fin de consolidar la nueva carrera de Relaciones Internacionales.
El resultado de estas acciones hicieron que la Universidad se convirtiese con los años en un claro interlocutor para las instituciones nacionales como, por ejemplo, el Ministero degli Affari Esteri (Ministerio de los Asuntos Extranjeros). Así como para organismos internacionales, con el fin de desarrollar actividades educativas sobre los complejos planteamientos de actuación en política extranjera.
En los años setenta y ochenta del siglo pasado, cuando los estudiantes de todo el mundo occidental asumieron una postura política, esta Institución se volvió un centro internacional de discusión, de debate, de comparación y de intercambio. La comunidad cosmopolita presente en el Palazzo Gallenga trabajó en el desarrollo de la nueva dimensión social, anticipando la interacción multiétnica y multicultural que hoy existe en muchas partes del mundo.
El 17 de febrero de 1992, esta institución recibió el título de Universidad Estatal y fundó la Facultad Italiana de Lengua y Cultura, con su Departamento de Lingüística y Cultura comparada. 
Además de los cursos tradicionales de lengua y cultura, la Universidad ofrece también diferentes títulos, certificados de lengua (como por ejemplo el CELI) y estudios de máster.
La Universidad para Extranjeros se ha convertido en un centro de intercambio cultural entre estudiantes de todo el mundo que, sumergidos en una ciudad italiana, aprenden con mayor facilidad el idioma.

## Rectores
Los rectores de la Universidad  desde su fundación hasta la actualidad han sido:
- Pastorre Lupattelli (desde la fundación hasta el 1944)
- Aldo Capitini (comisario desde 1944 hasta 1946)
- Carlo Sforza (desde 1947 hasta 1953)
- Carlo Vischia (desde 1953 hasta 1969)
- Salvatore Valitutti (desde 1969 hasta 1980)
- Ottavio Prosciutti (desde 1980 hasta 1982)
- Giorgio Spitella (desde 1982 hasta 1995)
- Paola Bianchi De Vecchi (desde 1995 hasta 2004)
- Stefania Giannini (rectora desde 2004, y reconfirmada hasta el 2011)

## Organización
Están activos una sola Facultad (Facultad de Lengua y Cultura Italiana) y dos Departamentos:
- Departamento de Culturas Comparadas.
- Departamento de ciencias del lenguaje.